# Wizja niebiańskiej Jerozolimy
Wizja niebiańskiej Jerozolimy (hiszp. Visión de San Pedro Nolasco) – obraz Francisco de Zurbarána namalowany w 1629, znajdujący się w Prado w Madrycie.
Zakon mercedariuszy w Sewilli zamówił u Francisco de Zurbarána 22 obrazy poświęcone założycielowi zakonu Piotrowi Nolasco z okazji jego kanonizacji. Tylko nieliczne płótna zachowały się do dziś. Obraz Wizja niebiańskiej Jerozolimy przedstawia św. Piotra Nolasco, któremu anioł pokazuje apokaliptyczną Nową Jerozolimę. Miasto z widocznymi murami obronnymi przypomina Ávilę.